# Зигерланд

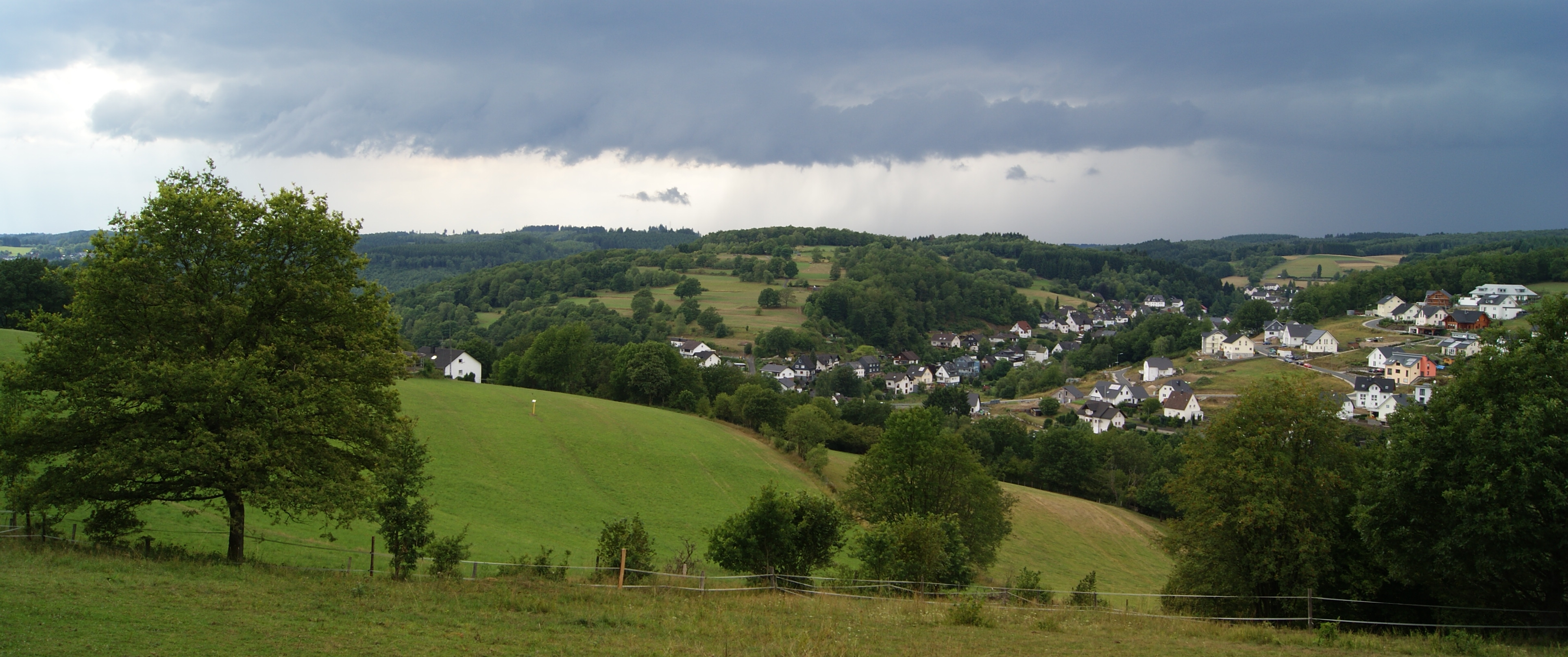
Пейзаж вблизи Фройденберга (Зигерланд)

Зигерланд — регион Германии, охватывающий старый район Зиген и верхнюю часть района Альтенкирхен, принадлежащего к Рейнланд-Пфальцу, примыкающему к нему с запада.

## География
Геологически Зигерланд относится к Рейнскому массиву. Наивысшей точкой возвышенности является Римен, расположенный на высоте 678 метров над уровнем моря. Река Зиг, правый приток Рейна, берет свое начало в городе Нетфен в горах Ротхаар. Регион вокруг города Зиген расположен в центре Германии. В него входят муниципалитеты Хильхенбах, Нетфен, Кройцталь, Фрейденберг и Зиген, а также общины Вильнсдорф, Бурбах и Нойнкирхен, все в Северном Рейне-Вестфалии, и в Рейнланд-Пфальце муниципалитеты Кирхен, Хердорф и Бетцдорф, с общиной Дааден. Население составляет приблизительно 300 000 человек.
В регионе также есть диалект Siegerländisch, на котором говорят многие его жители.